# Moon Jae-in
Dans ce nom coréen, le nom de famille, Moon, précède le nom personnel Jae-in.
Moon Jae-in (en hangeul : 문재인 ; hanja : 文在寅 ; prononciation coréenne : /mun.dʑɛ̝.in/), né le 24 janvier 1953 à Geoje, est un avocat et homme d'État sud-coréen, président de la république de Corée du 10 mai 2017 au 10 mai 2022.
Avocat de formation, s'occupant particulièrement des cas concernant les droits de l'homme, il devient secrétaire général du cabinet présidentiel de Roh Moo-hyun. Il est ensuite candidat du Parti démocrate unifié (PDU) à l'élection présidentielle de 2012, qu'il perd face à Park Geun-hye. Après la chute de celle-ci, il est à nouveau candidat, sous la bannière du Parti Minju, lors du scrutin de 2017. Il est élu avec 41,19 % des voix.
Le début de son mandat est notamment marqué par ses efforts en vue d'une réconciliation avec la Corée du Nord, qui aboutissent à la présence d'une délégation nord-coréenne aux Jeux olympiques de PyeongChang puis à un sommet historique avec Kim Jong-un en avril 2018, au terme duquel les deux pays expriment leur volonté de mettre fin aux hostilités.
Il se retrouve par la suite confronté à la pandémie de Covid-19 : sa gestion de la crise est saluée aussi bien à l'extérieur de son pays qu'à l'intérieur, où son parti remporte un large succès aux élections législatives de 2020. Le conservateur Yoon Suk-yeol lui succède.

## Biographie

### Jeunesse et formation
Moon Jae-in est né sur l'île de Geoje où son père, un réfugié originaire de Hamhung en Corée du Nord ayant fui le régime communiste, travaille au camp de prisonniers de guerre. Issu d'une famille modeste, il est élève au lycée Kyungnam à partir de 1971, l'une des écoles les plus prestigieuses, puis étudie le droit à l'université Kyung Hee. Il est alors emprisonné et exclu de l'université pour avoir organisé une manifestation contre la constitution Yusin. Il parvient toutefois à finir ses études, sortant deuxième de sa promotion en 1980. Ne pouvant pas devenir juge à cause de sa participation au mouvement étudiant, il choisit la carrière d'avocat.
Il a fait son service militaire dans les forces spéciales.

### Carrière professionnelle
Il ouvre un cabinet à Busan avec Roh Moo-hyun et s'implique dans la défense des droits de l'homme et des droits civils, devenant l'une des figures du mouvement démocratique des années 1970-1980. Il est emprisonné deux fois sous le régime du dictateur Park Chung-hee. En 1988, il est un des membres fondateurs du Hankyoreh, le premier grand journal de gauche. En 2002, il s'occupe de la campagne électorale de Roh Moo-hyun qui est président de 2003 à 2008. Il travaille alors au cabinet présidentiel d'abord en tant que conseiller aux affaires civiles, de 2003 à 2005, puis de la cohésion sociale, en 2004, et enfin en tant que secrétaire général de 2007 à 2008. En 2007, il est l'une des chevilles ouvrières du deuxième et historique sommet intercoréen. En 2009, après le suicide de Roh, il est responsable de ses funérailles et se retrouve sous les feux des projecteurs. C'est alors que sa popularité auprès du public grandit et qu'il commence à être considéré comme un candidat sérieux à la présidence.

### Carrière politique avant la présidence

#### Élection présidentielle de 2012
En 2012, Moon est le membre du PDU le mieux placé dans les sondages. Élu député au printemps dans la circonscription de Busan, il remporte ensuite les primaires démocrates le 16 septembre et devient le candidat officiel de ce parti. Pendant la campagne, les intentions de vote en sa faveur augmentent régulièrement et il semble en fin de campagne en passe de l'emporter. Finalement, lors du scrutin du 19 décembre, il recueille 48,02 % des voix et est battu par la candidate conservatrice, Park Geun-hye, fille de Park Chung-hee, qui bénéficie de la nostalgie du régime de son père et notamment de la croissance économique de l'époque, et obtient 51,55 % des voix.
Pendant la campagne, les services secrets sud-coréens organisent une campagne de diffamation contre lui afin d'influencer les électeurs en faveur des conservateurs. Le chef des services secrets sera condamné à quatre ans de prison en 2017.

#### Élection présidentielle de 2017
En 2017, Moon remporte la primaire du Parti démocrate pour l'élection présidentielle anticipée en raison de la destitution de Park Geun-hye en mars. Il plaide pour une politique d'apaisement à l'égard de la Corée du Nord et se dit « prêt à s'asseoir avec Kim Jong-un pour discuter du programme nucléaire ».
Durant la campagne, il déclare « s'opposer » à l'homosexualité et partager la position du candidat conservateur Hong Joon-pyo selon lequel la présence de soldats homosexuels « affaiblit » les forces armées sud-coréennes. La presse conservatrice l'accuse d'avoir favorisé en 2007 l’emploi de son fils.
Le 9 mai 2017, il remporte l'élection présidentielle, dont il était le grand favori, avec 41,4 % des voix.
Il prête serment et entre en fonction le lendemain 10 mai 2017,. Le jour même, il nomme Lee Nak-yeon comme Premier ministre.

### Président de la République

#### Dialogue inter-coréen

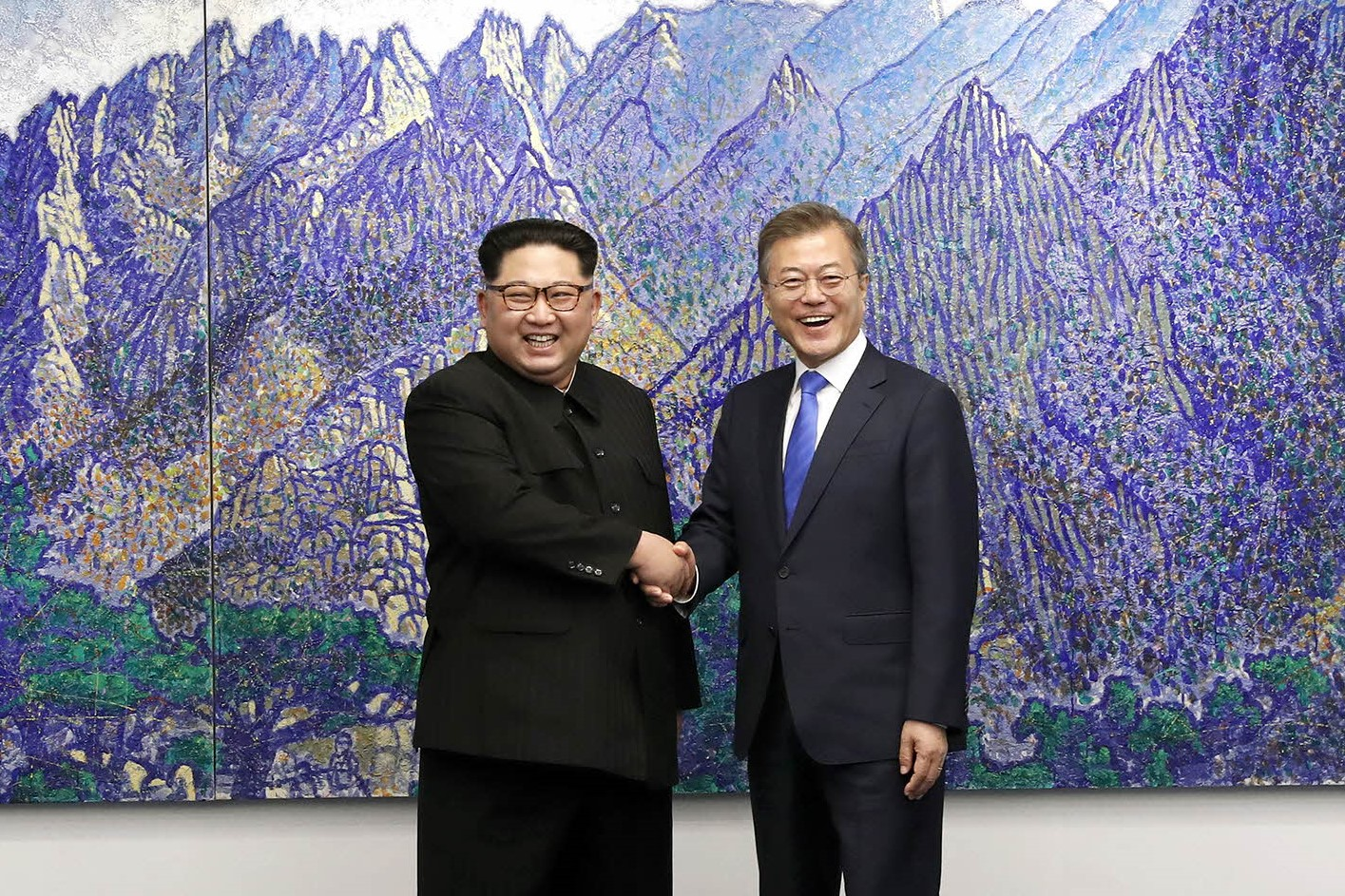
Kim Jong-un et Moon lors d'une entrevue à la Maison de la Paix, 2018.

Partisan d'un rapprochement avec la Corée du Nord, il se dit prêt à se rendre à Pyongyang. Il concède aux États-Unis le déploiement en Corée du Sud du système de missiles anti-balistiques THAAD à la condition que le président américain ne l'emploie pas sans le consulter. En revanche, il fait annuler des exercices militaires prévus avec les États-Unis. Lors des Jeux olympiques d'hiver de 2018 de PyeongChang, il invite Kim Yo-jong, la sœur de Kim Jong-un. Début mars 2018, par l'intermédiaire de son conseiller à la sécurité nationale Chung Eui-yong, il transmet au président américain Donald Trump la demande du dirigeant nord-coréen de le rencontrer. Une rencontre entre Moon Jae-in et Kim Jong-un est prévue pour la première fois en Corée du Sud. Le président sud-coréen entend profiter du sommet pour tenter de signer officiellement la paix, la Corée du Sud ayant refusé de signer l’armistice de 1953.

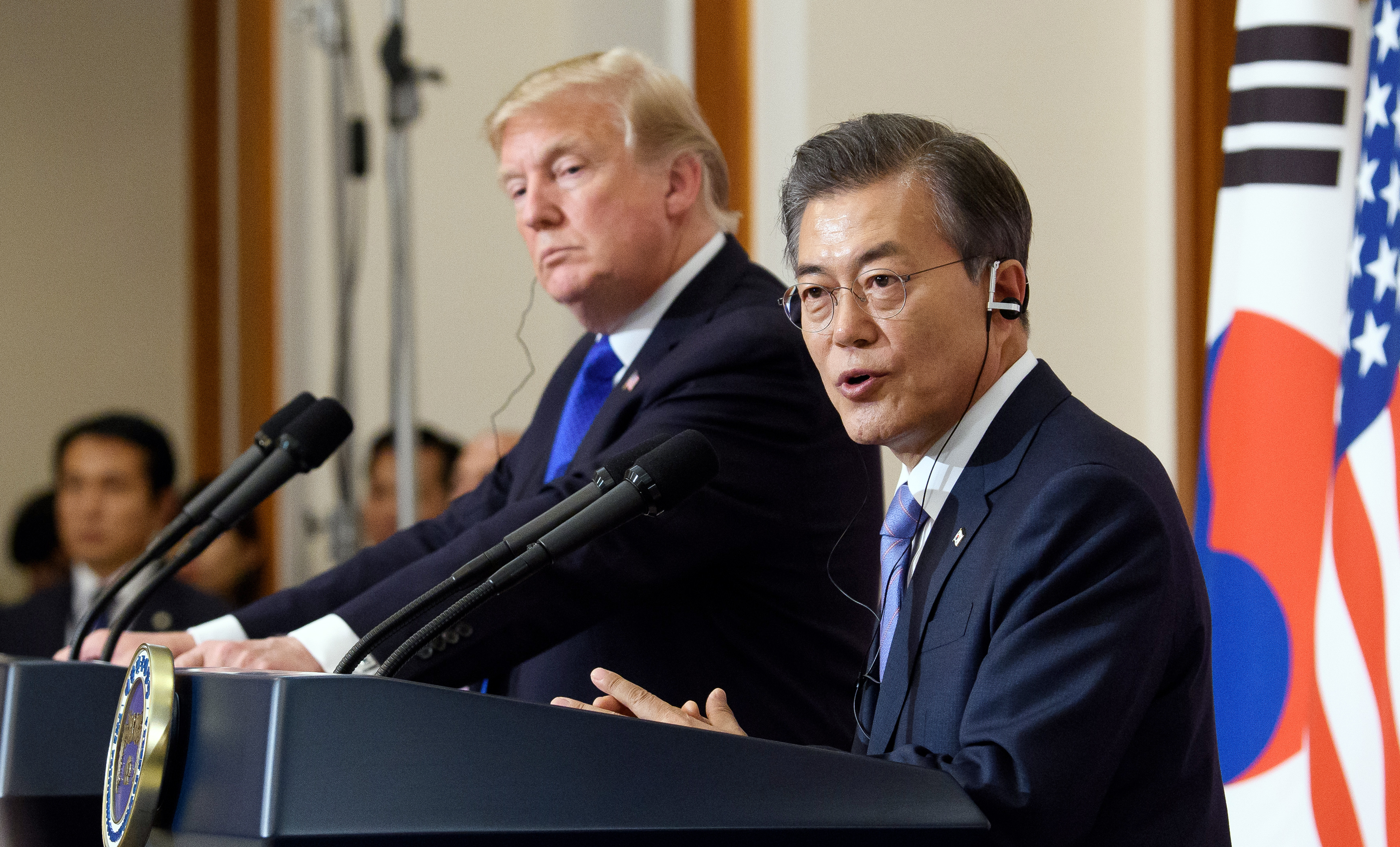
Moon et le président américain Donald Trump lors d'un conférence de presse, 2017.

Le rapprochement inter-coréen suscite un large enthousiasme au sein de la population sud-coréenne : la popularité de Moon Jae-in atteint 68 % en avril 2018. Cette ouverture est en revanche combattue par certaines organisations évangéliques, qui tiennent un discours xénophobe et anticommuniste. Le Parti démocratique de Moon Jae-in obtient une large victoire à l'issue des élections législatives d'avril 2020, avec 163 sièges sur 300, et 17 sièges pour un parti allié, dans un contexte de forte participation électorale (66,2 %, soit le taux le plus élevé dans le pays depuis 1992).

#### Politique environnementale
En octobre 2017, Moon Jae-in annonce la sortie du nucléaire en Corée du Sud pour 2060. Dans l'immédiat, les projets de construction de six nouveaux réacteurs sont annulés et 24 autres actuellement en service ne sont pas prolongés. Le gouvernement publie en outre un calendrier projetant l’accroissement de la part des énergies renouvelables à 20 % d'ici 2030 en augmentant les investissements dans la recherche et développement et en soutenant les secteurs liés. Ces décisions provoquent l'hostilité des milieux d’affaires et des médias mais l'approbation d'une grande partie de l'opinion publique, inquiète depuis la catastrophe japonaise de Fukushima en 2011 et alertée par plusieurs scandales de contrefaçons et de trafics de certifications de pièces détachées de réacteurs.
Le gouvernement décide en 2019 de faire équiper de panneaux solaires tous les bâtiments publics de Séoul mais également d'un million de logements d'ici 2022. L’objectif est de réduire les émissions de CO2 de plusieurs centaines de milliers de tonnes par an.

#### Politique économique et sociale
Le salaire minimum est relevé de 16,4 % en 2017. Dans un rapport publié en 2018, l'ONG Oxfam cite la Corée du Sud parmi les rares pays d'Asie à avoir fait des efforts pour réduire les inégalités. La durée hebdomadaire légale du travail est ramenée de 68 heures à 52 heures en 2018.
La crise du logement se poursuit durant sa présidence, bien qu'elle ne soit pas directement liée à sa politique. Les prix ont presque doublé en quelques années : alors qu'un ouvrier devait, en 2017, consacrer vingt ans de salaire pour s'acheter une maison, il lui en faut près de quarante en 2021. Cette crise contribue à la dette des ménages ; en hausse constante depuis les années 1960, elle s’élève en 2020 à plus de 200 % du revenu disponible. Pour y faire face, Moon Jae-in prévoit de livrer deux millions d'habitations d'ici 2025 et d’augmenter les impôts sur la propriété afin de dissuader les habitants fortunés d'accumuler trop de logements.
Il gracie en août 2021 l'ancien PDG du Groupe Samsung, Lee Jae-yong, condamné pour corruption et détournement de fonds. Si cette mesure était réclamée par la droite, elle suscite une polémique au sein du parti présidentiel. Park Yong-jin, candidat démocrate à l’élection présidentielle de 2022, y voit un « affront à l’État de droit », montrant que « les riches et les puissants ont toujours une issue favorable »,. En décembre 2021, il gracie également l'ancienne présidente conservatrice Park Geun-hye, condamnée pour corruption et abus de pouvoir. Cette décision est accueillie avec froideur tant par la droite, qui soupçonne une « manœuvre » pour l’affaiblir à quelques mois de la présidentielle, que par une partie du camp démocrate.
Son gouvernement a rédigé un projet de loi prévoyant l’autorisation de l’avortement jusqu’à quatorze semaines de grossesse. Mais le texte, très controversé dans un pays traditionnellement conservateur, n’a jamais été adopté par l’Assemblée nationale.
Le conservateur Yoon Suk-yeol, vainqueur de l'élection présidentielle de 2022 en tant que candidat du Pouvoir au peuple, lui succède le 10 mai 2022.

### Après la présidence
Moon Jae-in est inculpé par la justice pour corruption le 24 avril 2025. L'ancien président est accusé d'avoir facilité l'emploi de son gendre dans une compagnie aérienne en échange de faveurs au profit du propriétaire de la compagnie mise en cause,.

### Vie privée

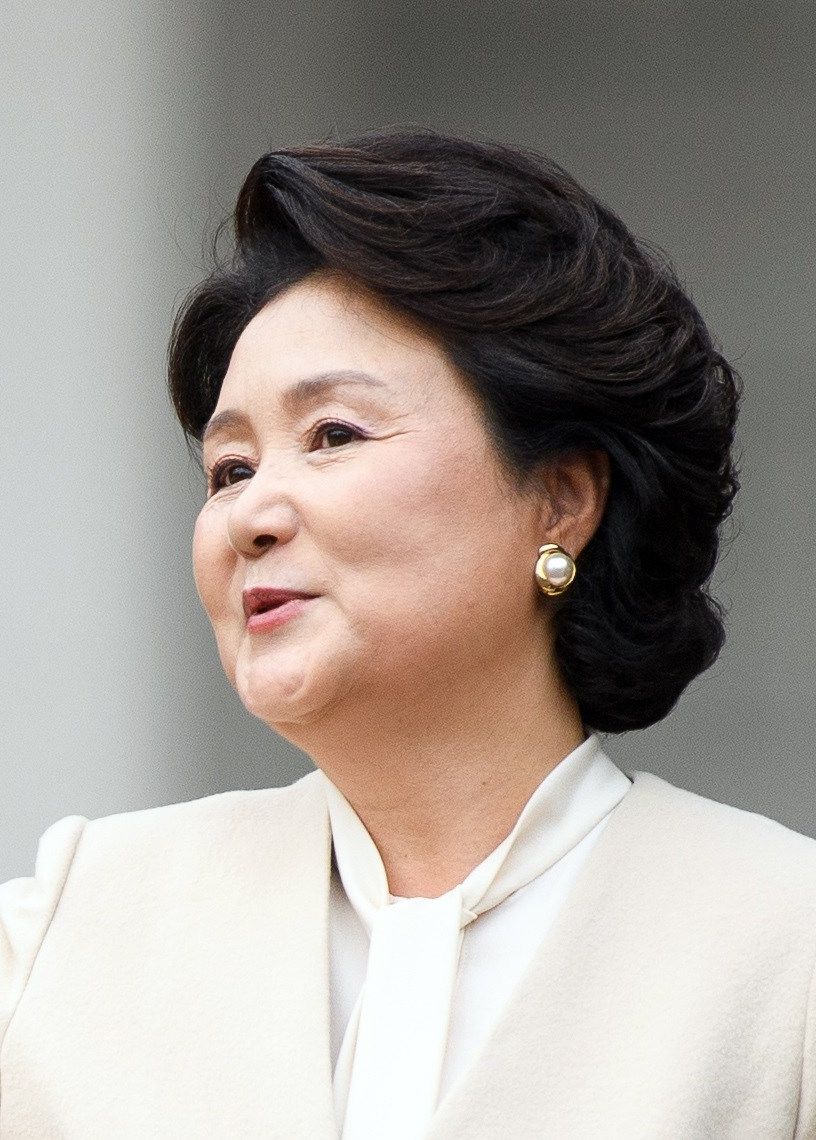
Kim Jung-sook, son épouse, en mai 2017.

Catholique et traditionaliste, baptisé à l'âge adulte et très attaché à la doctrine sociale de l'Église, il est marié à Kim Jung-sook et père de deux enfants.

## Distinctions et honneurs

### Décorations internationales
- Ordre olympique échelon or (Comité international olympique), le 30 août 2018[29].